# KS Atak Gorzów Wielkopolski
KS Atak Gorzów Wielkopolski – polski klub siatkarski z siedzibą w Gorzowie Wielkopolskim. Został założony w 2017 roku. Męski zespół w sezonie 2023/2024 występował w II lidze pod nazwą Agencja Inwestycyjna Stilon Gorzów. Po zakończeniu tego sezonu został połączony z klubem Cuprum Lubin, tworząc Cuprum Stilon Gorzów. KS Atak pozostał oddzielnym podmiotem, koncentrując się na szkoleniu dzieci i młodzieży.

## Historia
Siatkarski klub Atak Gorzów Wielkopolski założony został 25 lipca 2017 roku. Jego głównym celem jest szkolenie dzieci i młodzieży. W 2018 roku działacze postanowili uruchomić zespół seniorski i w sezonie 2018/2019 zgłosić go do III ligi. Trenerem drużyny został Krzysztof Gierczyński. W rozgrywkach na poziomie wojewódzkim KS Atak zajął 1. miejsce i awansował do turnieju ćwierćfinałowego. W turnieju ćwierćfinałowym zajął 2. miejsce, natomiast w turnieju półfinałowym – 3. miejsce. Nie awansował tym samym do turnieju finałowego.
Po zakończonym sezonie prezesem klubu został Krzysztof Gierczyński. Jego miejsce na stanowisku trenera zajął Łukasz Lamcha. KS Atak sezon 2019/2020, który został przerwany ze względu na pandemię COVID-19, zakończył na 4. miejscu w lubuskiej III lidze.
W sezonie 2020/2021 KS Atak wygrał fazę zasadniczą w lubuskiej III lidze i awansował do turnieju półfinałowego. Turniej półfinałowy zakończył na 3. miejscu i nie awansował do turnieju finałowego. Przed sezonem 2021/2022 drużynę objął Jerzy Boguta. Zespół zakończył sezon na 3. miejscu w lubuskiej III lidze. Po sezonie przerwy na ławkę trenerską powrócił Łukasz Lamcha. W sezonie 2022/2023 KS Atak wygrał fazę zasadniczą lubuskiej III ligi, jednak w fazie play-off przegrał półfinałowy dwumecz z UKS Żak Krzeszyce.
Pomimo braku bezpośredniego awansu do II ligi PZPS wyraził zgodę na dołączenie drużyny z Gorzowa Wielkopolskiego do tych rozgrywek. Sponsorem tytularnym została Agencja Inwestycyjna, a zespół występował pod nazwą Agencja Inwestycyjna Stilon Gorzów, co nawiązywało do istniejącego w latach 1960-2002 klubu Stilon Gorzów Wielkopolski. Stanowisko pierwszego trenera objął Krzysztof Dobek, a dotychczasowy szkoleniowiec – Łukasz Lamcha – został jego asystentem. 8 listopada 2023 roku zarejestrowana została spółka Siatkarski Gorzów odpowiedzialna za drugoligową drużynę. Młodzieżowy zespół KS Atak wystartował natomiast w III lidze.
W fazie zasadniczej II ligi Stilon zajął 4. miejsce w grupie 1 z dorobkiem 13 zwycięstw i 9 porażek. W półfinale fazy play-off grupy 1 przegrał w serii do trzech zwycięstw z klubem CUK Anioły Toruń. W grudniu 2023 roku rozwiązano umowę z Krzysztofem Dobkiem. Tymczasowo drużynę prowadził Łukasz Lamcha. W styczniu 2024 roku następcą Dobka został Rafał Legień. Młodzieżowy zespół KS Atak zakończył rozgrywki w III lidze na 6. miejscu.
W maju 2024 roku doszło do fuzji kapitałowej podmiotów Cuprum Lubin S.A. i Siatkarski Gorzów Sp. z o.o., w wyniku czego powstał nowy klub – Cuprum Stilon Gorzów S.A. KS Atak Gorzów Wielkopolski pozostał oddzielnym klubem i w pełni skoncentrował się na szkoleniu dzieci i młodzieży.

## Bilans sezonów
| Sezon     | Rozgrywki ligowe | Rozgrywki ligowe | Puchar             |
| Sezon     | Poziom           | Miejsce          | Puchar             |
| --------- | ---------------- | ---------------- | ------------------ |
| 2018/2019 | III liga (LZPS)  | 1/8              | —                  |
| 2018/2019 | III liga         | półfinały        | —                  |
| 2019/2020 | III liga (LZPS)  | 4/6              | —                  |
| 2020/2021 | III liga (LZPS)  | 1/6              | runda przedwstępna |
| 2020/2021 | III liga         | półfinały        | runda przedwstępna |
| 2021/2022 | III liga (LZPS)  | 3/8              | —                  |
| 2022/2023 | III liga (LZPS)  | 1/6 półfinał     | —                  |
| 2023/2024 | II liga (gr. 1)  | 4/12             | —                  |
| 2023/2024 | III liga (LZPS)  | 6/7              | —                  |

Poziom rozgrywek:
     pierwszy poziom
     drugi poziom
     trzeci poziom
     czwarty poziom